# Residence Act

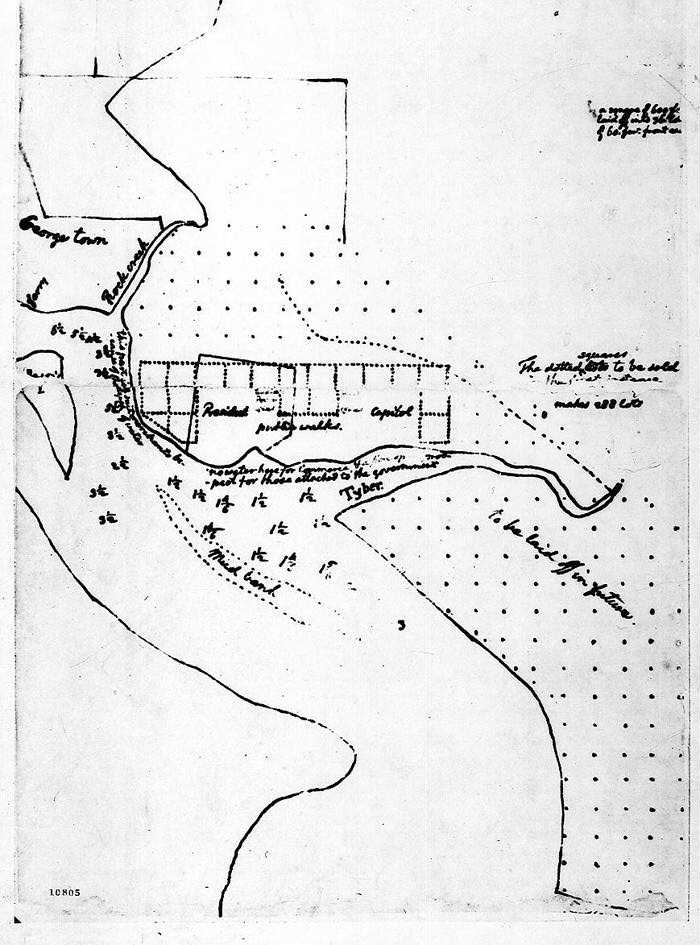
Skizze von Washington, D.C. von Thomas Jefferson (März 1791)

Der Residence Act of 1790, offiziell An Act for Establishing the Temporary and Permanent Seat of the Government of the United States, ist ein US-amerikanisches Bundesgesetz, das die Frage der Hauptstadt der Vereinigten Staaten regelte, indem es eine Fläche am Ufer des Potomac River dafür bestimmte. Die Bundesregierung befand sich zu der Zeit, als das Gesetz durchgesetzt wurde, in New York City und zuvor in Philadelphia sowie mehreren anderen Städten.
Der Residence Act durchlief den Kongress als Teil eines Kompromisses, den James Madison, Thomas Jefferson und Alexander Hamilton ausgehandelt hatten. Madison und Jefferson favorisierten einen südlicheren Bereich am Potomac River für die Hauptstadt, hatten hierfür aber keine Mehrheit im Kongress. Zu der Zeit wollte Hamilton die Assumption Bill im Senat durchsetzen. Dabei handelte es sich um ein Gesetz, das der Bundesregierung erlaubte, die Schulden von Bundesstaaten zu übernehmen, die diese im Unabhängigkeitskrieg gemacht hatten. Mit dem Kompromiss konnte Hamilton die Zustimmung der Delegierten des Staates New York zur Auswahl des Geländes am Potomac zusichern, während die Delegierten aus Virginia für die Assumption Bill stimmten.
Der Residence Act ermächtigte Präsident George Washington, den genauen Standort für die Hauptstadt festzulegen, und bestimmte den Dezember 1800 als Termin für die Fertigstellung der Hauptstadt. Philadelphia wurde für die Zwischenzeit zur vorübergehenden Hauptstadt gewählt. Washington hatte die Befugnis, Bevollmächtigte zu bestimmen und den Bau der Regierungsgebäude in Washington, D.C., was er mit großer Aufmerksamkeit tat. Thomas Jefferson war ein wichtiger Berater für Washington und half bei der Organisation eines Architektenwettbewerbs für die Gestaltung des Kapitols und des Hauses des Präsidenten. Der Bau des Kapitols war mit Problemen belastet, wie beispielsweise einer unzureichenden Finanzierung. Das Kapitol war nur teilweise fertiggestellt, als sich der Kongress dort das erste Mal am 17. November 1800 versammelte.

## Hintergrund
Während des Unabhängigkeitskrieges tagte der Zweite Kontinentalkongress in Philadelphia im Pennsylvania State House. Danach war der Kontinentalkongress gezwungen, für einige Zeit nach Baltimore, Lancaster und York umzuziehen, bevor er nach Philadelphia zurückkehrte. Nach der Unabhängigkeit wurde der Kongress der Konföderation gegründet und tagte bis zum Juni 1783 in Philadelphia, als sich ein Mob von wütenden Soldaten vor der Independence Hall versammelte, die die Bezahlung für ihre Dienste während des Unabhängigkeitskrieges forderten. Der Kongress beantragte, dass John Dickinson, der Gouverneur von Pennsylvania, die Bürgerwehr rufen sollte, um den Kongress vor den Angriffen der Demonstranten zu schützen. Während dieser Pennsylvania-Meuterei von 1783 hielt Dickinson zu den Demonstranten und weigerte sich, diese aus Philadelphia zu entfernen. Dies hatte zur Folge, dass der Kongress am 21. Juni 1783 nach Princeton flüchten musste. Danach traf man sich in Annapolis und Trenton, bevor schließlich New York City ausgewählt wurde. Der US-Kongress wurde nach der Ratifizierung der Verfassung der Vereinigten Staaten im Jahre 1789 gegründet. New York blieb zunächst die Heimat des Kongresses.

## Festlegung der Hauptstadt
Im Jahr 1783 kam die Frage einer neuen Hauptstadt auf. Zahlreiche Orte wurden von den Staaten als mögliche Hauptstadt angeboten, darunter Kingston, Nottingham in New Jersey, Annapolis, Williamsburg, Wilmington, Reading, Germantown, Lancaster, New York City, Philadelphia und Princeton. Aber die südlichen Staaten weigerten sich, eine Hauptstadt im Norden zu akzeptieren, und umgekehrt. Ein weiterer Vorschlag sah die Existenz zweier Hauptstädte vor. Der Kongress billigte 1783 den Plan für eine Hauptstadt am Potomac, nahe Georgetown in Virginia, und einer weiteren Hauptstadt am Delaware River; allerdings wurde der Plan im nächsten Jahr verworfen.
Die Hauptstadtfrage wurde für mehrere Jahre auf Eis gelegt, bis im Jahr 1787 die Constitutional Convention zur Ausarbeitung der Verfassung der Vereinigten Staaten zusammenkam. Die Verfassung sagte dem Kongress die Macht über einen „Federal District“ zu. In Artikel 1 der Verfassung der Vereinigten Staaten steht in Absatz 8: Machtbefugnisse des Kongresses, Artikel 1, Absatz 8:

“To exercise exclusive Legislation in all Cases whatsoever, over such District (not exceeding ten Miles square) as may, by Cession of particular States, and the Acceptance of Congress, become the Seat of the Government of the United States, and to exercise like Authority over all Places purchased by the Consent of the Legislature of the State in which the Same shall be, for the Erection of Forts, Magazines, Arsenals, dock-Yards, and other needful buildings.”

Die Debatte erhitzte sich im Jahr 1789, als sich der Kongress versammelte. Zwei Orte wurden von den Mitgliedern des Kongresses favorisiert: ein Gelände am Potomac River nahe Georgetown und ein Gelände am Susquehanna River nahe Wrights Ferry (heute Columbia). Das Gelände am Susquehanna River wurde 1789 vom Repräsentantenhaus genehmigt, während der Senat ein Gelände am Delaware River nahe Germantown auswählte. Der Kongress kam zu keiner Einigung.

## Kompromiss

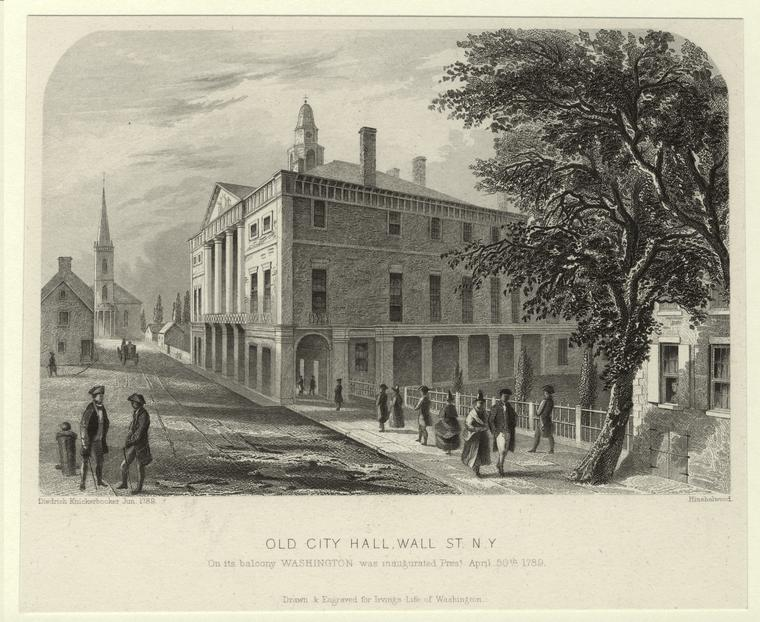
Der Residence Act wurde 1790 beschlossen, während der Kongress in der Federal Hall in New York City tagte.

Die Hauptstadtfrage kam im Sommer 1790 wieder auf. Zur gleichen Zeit wollte Finanzminister Alexander Hamilton einen Finanzplan durch den Kongress bringen. Ein entscheidender Punkt von Hamiltons Plan war die Übernahme der Schulden der Bundesstaaten, die diese während des Unabhängigkeitskrieges angesammelt hatten. Die Nordstaaten hatten während des Krieges enorme Schulden in Höhe von 21,5 Millionen Dollar angehäuft und wollten, dass die Bundesregierung ihnen diese Belastung abnimmt. Die Südstaaten wollten diesen Vorschlag nicht annehmen, da im Fall der Schuldenübernahme die Bürger des Südens einen Teil dieser Schulden hätten bezahlen müssen. Einige Staaten, darunter Virginia, hatten bereits mehr als die Hälfte ihrer Schulden abgezahlt, und waren der Meinung, dass ihre Steuerzahler nicht für die Staaten zahlen sollten, die nicht so gehandelt haben. Andere meinten, dass der Plan den Aufgabenbereich der konstitutionellen Regierung übersteigen würde. James Madison, ein Repräsentant von Virginia, führte eine Gruppe von Abgeordneten aus dem Süden, die den Plan blockierten und seine Annahme verhinderten.
Als Jefferson im Juni 1790 Hamilton zufällig in der Residenz von Präsident Washington in New York City traf, bot er ihm an, ein Dinner zu veranstalten, um Madison und Hamilton zusammenzubringen. Anschließend wurde ein Kompromiss gefunden, nach dem die Abgeordneten des Norden das Gelände am Potomac River akzeptierten und im Gegenzug die Bundesregierung die während des Unabhängigkeitskrieges entstanden Schulden von den Bundesstaaten übernahm. Jefferson schrieb einen Brief an James Monroe, in dem er den Kompromiss erklärte.

Der District of Columbia im Lauf der Jahre

Der Kongress billigte den Kompromiss, der dann als Residence Act angenommen wurde. Jefferson konnte die Abgeordneten von Virginia zur Zustimmung zur Schuldenübernahme überzeugen, während Hamilton die Abgeordneten aus New York dazu bringen konnte, für das Gelände am Potomac als Hauptstadt zu stimmen. Der Gesetzentwurf wurde am 1. Juli 1790 mit 14:12 Stimmen angenommen. Im Repräsentantenhaus wurde er am 9. Juli 1790 mit 31:29 Stimmen beschlossen. Die Assumption Bill durchlief am 16. Juli 1790 mit Mühe den Senat und wurde am 26. Juli 1790 vom Repräsentantenhaus abgesegnet.
Der Residence Act legte fest, dass die Hauptstadt zwischen dem Eastern Branch (dem Anacostia River) und dem Connogocheque am Ufer des Potomac River (nahe den Orten Williamsport und Hagerstown in Maryland) liegt und eine Fläche von weniger als "ten miles square" (100 square miles (260 km²)) umfasst. Am Maryland-Ufer des Potomac beschränkte das Gesetz das Gelände auf die Grundstücke, die die Bevollmächtigten für die Nutzung durch die Regierung aufkaufen konnten.
Das Gesetz ermächtige Präsident George Washington, den genauen Standort festzulegen und einen Landvermesser einzustellen. Der Präsident musste am ersten Montag im Dezember 1800 angemessene Gebäude für den Kongress und andere Regierungseinrichtungen vorweisen können und die Bundesregierung würde die Finanzierung für alle öffentlichen Gebäude bereitstellen. Das Gesetz legte auch fest, dass bis zum offiziellen Einzug der Regierung die Gesetze der Staaten, die die jeweiligen Ländereien abgegeben haben, ihre Gültigkeit behielten. Dies bedeutete, dass im östlichen Gebiet des Potomac die Gesetze von Maryland galten, während im westlichen Teil des District of Columbia die Gesetze von Virginia galten. Nach der Übernahme des Bundesdistrikts im Jahr 1800 hatte der Kongress die volle Kontrolle über den District of Columbia.
Um genug Stimmen für die Annahme der Assumption Bill zu haben, benötigte Hamilton auch Stimmen der Delegierten aus Pennsylvania. Deshalb wurde Philadelphia für die zehn Jahre bis zur Fertigstellung der neuen Hauptstadt als provisorische Hauptstadt ausgewählt. Der Kongress tagte erneut in Philadelphia am 6. Dezember 1790 im Congress-Saal.

## Durchführung

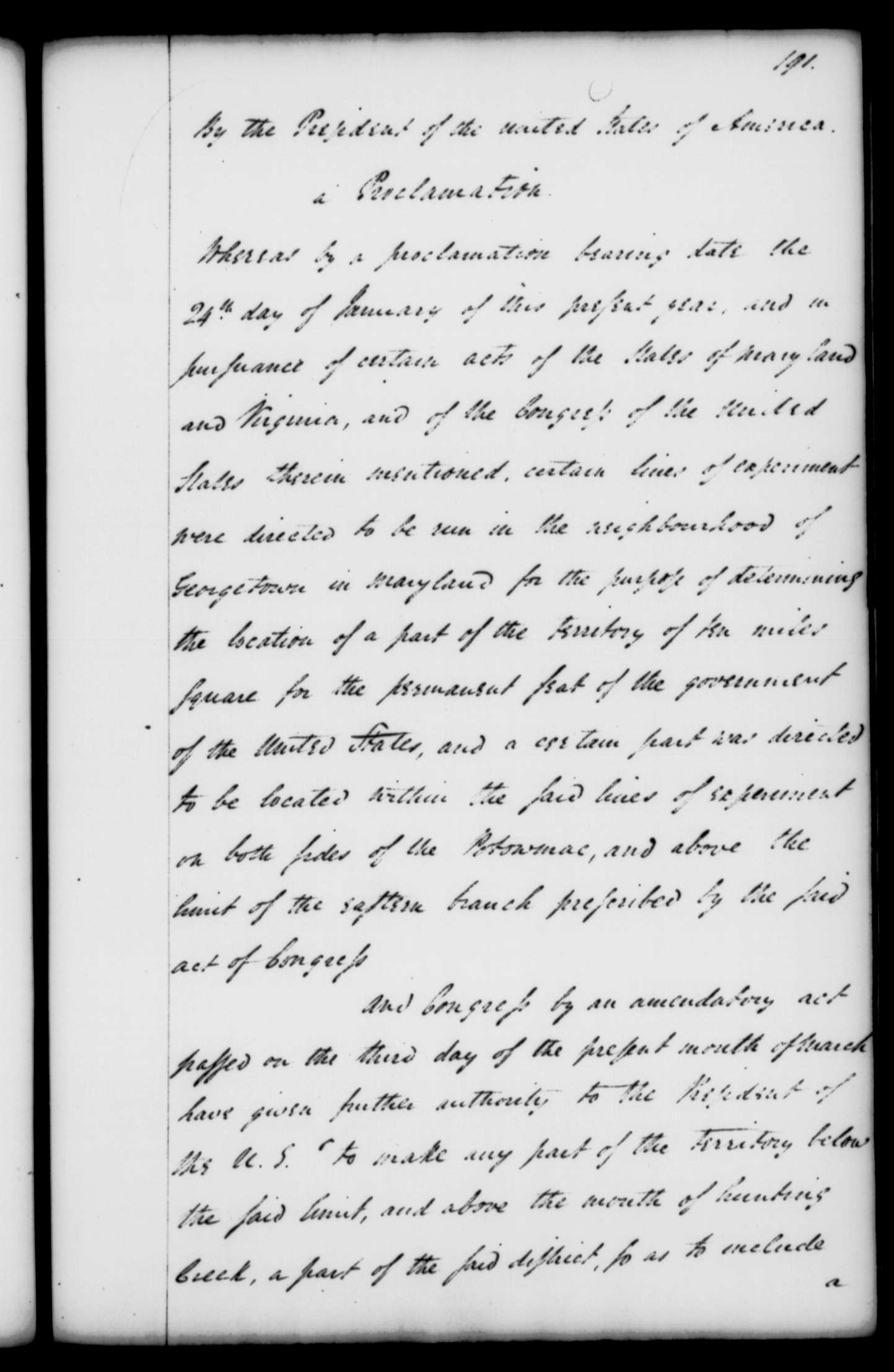
Proklamation von Präsident George Washington vom 30. März 1791, die die Grenzen von Washington, D.C. festlegt

Einige hofften, dass der Plan, die Hauptstadt am Potomac zu bauen, nicht verwirklicht würde und Philadelphia Hauptstadt bliebe. George Washington brachte den Ball jedoch schnell ins Rollen und überwachte persönlich, mit Jeffersons Unterstützung, die Entwicklung und Umsetzung der Pläne. Während die Pläne für die endgültige Hauptstadt entwickelt wurden, verstärkten die Delegierten von Pennsylvania ihre Anstrengungen, den Plan zu untergraben, einschließlich der Zuweisung der Mittel für den Bau von Regierungsgebäude und eines Hauses für den Präsidenten in Philadelphia. Obwohl die Gesetzgebung den genauen Standort nicht festlegte, ging man davon aus, dass Georgetown die Hauptstadt würde. Washington begann das Gelände im Südosten von Georgetown, nahe dem Anacostia River (Eastern Branch), zu erkunden. Einige der Grundbesitzer hatten dem Präsidenten ihre Bereitschaft zum Verkauf der für die Hauptstadt nötigen Grundstücke mitgeteilt. Washington besichtigte auch andere Standorte am Potomac. Er beschloss, dass einige Grundstücke begutachtet werden sollten, um gezielte Einzelheiten über das Land und seine Besitzer zu erhalten. Washington kehrte Ende November 1790 nach Philadelphia zurück, um mit Thomas Jefferson die Durchführung des Residence Act durchzusprechen. Zu dieser Zeit fiel die Entscheidung, die Hauptstadt in oder bei Georgetown anzulegen, nahe der Fall Line und dem am weitesten gelegenen Navigationspunkt.
Im Januar 1791 benannte der Präsident eine dreiköpfige Kommission, bestehend aus Daniel Carroll, Thomas Johnson und David Stuart, zur Beaufsichtigung der Landvermessung und bestimmte Andrew Ellicott zum Landvermesser. Washington informierte den Kongress am 24. Januar 1791 über die Grundstückswahl und schlug diesem vor, den Residence Act zu ändern, damit die Hauptstadt sich bis zum Süden des East Branch, einschließlich Alexandria, ausdehnen könnte. Der Kongress stimmte dem Änderungswunsch des Präsidenten zu – obwohl das Originalgesetz die Errichtung von Regierungsgebäuden ausschließlich am Maryland-Ufer des Potomac erlaubte. Pierre L’Enfant begann im Anfang Frühling 1791 mit den Planungen für die Hauptstadt.
Es wurde ein Architektenwettbewerb für den Entwurf des Kapitols und des Weißen Hauses durchgeführt. Der Entwurf von Architekt James Hoban wurde für das Weiße Haus ausgewählt, während für das Kapitol keine zufriedenstellenden Entwürfe eingereicht wurden. Eine verspätet eingereichte Vorlage von William Thornton wurde für das Kapitol ausgewählt, obwohl sie in vielerlei Hinsicht dilettantisch war. Stephen Hallet wurde zur Überwachung der Bauarbeiten, die im September 1793 begannen, eingestellt. Hallet machte, gegen den Willen von Washington und Jefferson, Änderungen an den Bauplänen und wurde später entlassen. George Hadfield wurde im Oktober 1795 als Bauleiter eingestellt, trat jedoch im Mai 1798 aus Unzufriedenheit mit den Plänen von Thornton und der Qualität der geleisteten Arbeit wieder zurück.
Die ursprüngliche Absicht des Residence Act war, durch den Verkauf von Grundstücken in Washington, D.C. die Kosten für den Bau der Regierungsgebäude in der Hauptstadt zu decken. Es gab aber nur wenige Interessenten für die Grundstücke. Der Geldmangel führte zu Verzögerungen und Problemen beim Bau des Kapitols und der Regierungsgebäude in Washington. Der Senatsflügel wurde 1800 fertiggestellt, während der Flügel des Repräsentantenhauses erst 1811 fertiggestellt wurde. Das Repräsentantenhaus zog trotzdem im Jahr 1807 in seinen Flügel ein. Obwohl das Gebäude noch nicht vollständig war, wurde am 17. November 1800 im Kapitol die erste Sitzung des Kongresses abgehalten. Die Legislative zog vorzeitig auf Drängen von Präsident John Adams nach Washington, da er sich davon erhoffte, im Süden genug Stimmen für eine Wiederwahl zu einer zweiten Amtszeit zu bekommen.

## Rückführung
Einwohner des auf dem Gebiet von Virginia liegenden Teils des Distrikts (Alexandria County) forderten erfolgreich vom Kongress die Rückführung ihres Teils der Hauptstadt nach Virginia. Dies geschah am 9. Juli 1846. Alexandria County ist nun Arlington County und ein Teil von Alexandria.